# Dalton, Richmondshire
Dalton är en ort och civil parish  i Storbritannien.   Den ligger i grevskapet North Yorkshire och riksdelen England, i den centrala delen av landet, 300 km norr om huvudstaden London. Dalton ligger 178 meter över havet och antalet invånare är 147.
Terrängen runt Dalton är platt norrut, men söderut är den kuperad. Runt Dalton är det ganska glesbefolkat, med 36 invånare per kvadratkilometer. Närmaste större samhälle är Darlington, 18,8 km öster om Dalton. Trakten runt Dalton består till största delen av jordbruksmark.